# Listă de persoane considerate medii
Listă de persoane considerate medii

## A
- Derek Acorah
- Rosemary Altea
- Darryl Anka

## B
- Clifford Bias
- Helena Petrovna Blavatsky
- Emma Hardinge Britten
- Sylvia Browne

## C
- Theresa Caputo
- Lee Carroll (presupusă comunicare spirituală cu Kryon)
- Edgar Cayce
- George Chapman
- Benjamin Creme
- Chip Coffey
- Florence Cook
- Aleister Crowley

## D
- Andrew Jackson Davis
- Jeane Dixon
- Allison DuBois

## E
- John Edward

## F
- Thomas John Flanagan
- Arthur Ford
- Colin Fry
- Divaldo Pereira Franco
- Fox sisters
- Matt Fraser (psychic)

## G
- Eileen J. Garrett

## H
- Victor Hennequin
- Tyler Henry
- Esther Hicks
- Christina Hill
- Geoffrey Hoppe (presupusă comunicare spirituală cu Tobias)
- Swami Laura Horos

## J
- Linda and Terry Jamison
- John of God

## K
- M. Lamar Keene
- J. Z. Knight (presupusă comunicare spirituală cu Ramtha)

## L
- Dada Lekhraj

## M
- Char Margolis
- Ruth Montgomery
- Sally Morgan

## P
- Eusapia Palladino
- Leonora Piper
- James Van Praagh

## Q
- Edson Cavalcante Queiroz

## R
- Paschal Beverly Randolph
- Jane Roberts (presupusă comunicare spirituală cu Seth)
- Carla Rueckert

## S
- Helen Schucman
- Paul Solomon
- Gary Spivey
- Tony Stockwell
- Doris Stokes
- David Strickel (presupusă comunicare spirituală cu The Stream of David)

## T
- Stanisława Tomczyk
- Monica Ten-Kate

## V
- Bonnie Vent (presupusă comunicare spirituală cu The Connection)

## W
- Neale Donald Walsch
- Lorraine Warren
- David Wells
- Lisa Williams
- Jeanette Wilson

## X
- Chico Xavier

## Z
| Contents: A B C D E F G H I J K L M N O P Q R S T U V W X Y Z Top of Page — See also |